# Tom Clancy's Rainbow Six 3: Raven Shield
Tom Clancy's Rainbow Six 3: Raven Shield es un videojuego de ordenador, lanzado el año 2003, desarrollado y publicado por la empresa Ubisoft. Publicado el 18 de marzo de 2003, de la serie de videojuegos Rainbow Six, está basado en la novela best-seller del mismo nombre Tom Clancy. 
Basado en el motor de videojuegos Unreal Engine 2.0, Raven Shield es un videojuego táctico realista. Raven Shield fue adaptado hacia la corriente principal de los Videojuegos de disparos en primera persona como Counter-Strike, adaptando diversas características ausentes en las versiones anteriores. Estos incluyen la capacidad de ver la propia arma, mientras que en la vista en primera persona, muchas armas nuevas y mejoras (incluyendo revistas y lugares más grandes), y un modo multijugador rediseñado. 
Una versión para consolas (con el mismo motor de base del juego, los modelos, texturas, y obras de arte, pero con muy diferentes mecánicas de juego, historia y características) del Rainbow Six 3, fue desarrollado para las consolas Xbox, PlayStation 2, Nintendo GameCube y para consolas de vídeo de juegos. Un puerto también fue lanzado en Mac OS X, el 19 de diciembre de 2003. Debido al éxito de la versión de la consola en la Xbox, y la popularidad de su servicio multijugador en línea basado en suscripciones, Xbox Live, Xbox exclusiva semi-secuela fue lanzado en 2004 titulado Rainbow Six 3: Black Arrow. El próximo videojuego completo en la serie Rainbow Six, llamado Rainbow Six: Lockdown, fue lanzado en 2005.

## Argumento
En 1945, dos miembros de alto rango del régimen Ustasha patrocinado por los nazis en el Estado Independiente de la Croacia títere, logran escapar del país recogiendo enormes cantidades de botín croata de la era del Holocausto, justo antes de que las tropas aliadas se muevan a Zagreb y Belgrado con la ayuda de las tropas de Partisanos y liberar el país, apresurandose a escapar del país. Este terreno deja de existir, y una nueva Yugoslavia es creada por los partisanos. Los hombres y el botín, sin embargo, no son encontrados. 
Sesenta años más tarde, en 2005, la fuerza de tareas élite antiterrorista multinacional llamada Rainbow, se encuentra investigando una serie de ataques por parte de terroristas neofascistas contra los intereses petroleros de América del Sur y de las instituciones financieras europeas, que ponen en peligro al resto del mundo. Rainbow es enviado a descubrir la ubicación de los terroristas neofascistas y descubren que están organizando y financiando los atentados. 
Rainbow eventualmente rastrea el origen de los ataques a Argentina, donde el multimillonario empresario argentino nacido en Croacia, Nikola Gospić, y el candidato presidencial de extrema derecha Alvero Gutiérrez están implicados. Rainbow aprende que Gospić es un funcionario Ustaše escapado, uno de los dos hombres que se muestran en la escena de apertura del juego escapando con el botín del Holocausto. Gospić, al saber que va a morir de cáncer de hígado, planea dejar al mundo un último legado de odio de la Segunda Guerra Mundial con el uso de su vasta riqueza para resucitar el fascismo global. Con este fin, Gospić adquiere una gran cantidad de armas químicas, incluyendo el gas nervioso VX y el gas de la ampolla. 
Gospić, a través de su propiedad de una planta empacadora de carne, tiene la intención de contaminar grandes cantidades de carne vacuna con VX, a continuación, enviar el sector de la carne contaminada a decenas de países de todo el mundo. Rainbow frustra su plan asaltando la planta empacadora de carne y confiscar el gas VX. Gospić luego intenta atacar a Río de Janeiro con una bomba de gas de la ampolla escondida dentro de un desfile de carrozas en el desfile Festa Junina. Rainbow lanza un asalto final sobre el funcionamiento de Gospić, frustrando el plan de Gospić para atacar el desfile, y matando a sí mismo Gospić. 
Después, John Clark interroga al Gutiérrez capturado y se entera de todos los detalles de la trama de Gospić. El plan de Gospic era comprar primero los campos petroleros de América del Sur y luego matar a cientos de miles de personas en América del Sur, la creación de una crisis económica y haciendo que el precio de los campos petrolíferos a caer en picado. Gospić entonces utilizar los ingresos masivos de petróleo para financiar un nuevo movimiento fascista internacional, que después invadir los territorios ex-Yugoslavia, en un conflicto en el que sus fuerzas iban a ganar y se crearía un nuevo gobierno Ustaše, que controlaría toda la ex Yugoslavia territorio bajo su gobierno para crear un nuevo Gran Croacia y tener por fin su venganza contra los aliados por destruir el movimiento Ustasha. 
Gutiérrez admite que Gospić estaba financiando la campaña presidencial de Gutiérrez, a cambio de la protección política de Gutiérrez. Gutiérrez explica que Gospić era un cuervo que recogia los huesos de una antigua guerra, y que Gutiérrez sería su escudo hasta que sus hijos estaban listos para volar. Sin embargo, Gutiérrez admite que desde Gospić ha muerto y él mismo va a la cárcel, nada de eso importa ya; Rainbow ha ganado.

## Expansiones

### Athena Sword (2004)
Athena Sword es la primera expansión para la versión PC de Raven Shield. Athena Sword se expande en el original, añadiendo ocho nuevas misiones, cinco nuevas misiones multijugador, modos de juego multijugador en tres nuevos, y siete nuevas armas. Athena Espada fue desarrollado por Ubisoft Milán y liberado el 9 de marzo de 2004. Puerto A Mac fue lanzado el 23 de noviembre de 2004. Athena Sword fue empaquetado con el juego original como la de Tom Clancy Rainbow Six 3 Gold Edition en 2004.

### Argumento
En Raven Shield, el equipo Rainbow ha neutralizado la amenaza terrorista y capturó a Gutiérrez, pero la amenaza no ha terminado ya que aún quedan restos de su grupo terrorista. La celda que queda aún tiene algunas armas químicas, por lo que es una amenaza muy peligrosa. 
En 2007, dos años después de los acontecimientos de Raven Shield, las huelgas de células terroristas en un castillo en Milán, Italia y toma de rehenes, el equipo Rainbow se pone inmediatamente en la escena para hacer frente a la amenaza. La caza del terrorista se continúa a lo largo de la costa mediterránea. La última acción terrorista se va a establecer en Atenas, Grecia, donde el resto de los terroristas planean lanzar un ataque químico. El equipo Rainbow lanza la operación Atenea espada y se las arregla para evitar el ataque. 
La escena final muestra la guardia de la prisión que lleve un diario de Gutiérrez donde lee la noticia sobre un ataque terrorista prevenido en Grecia. En la última página se encuentra con un pequeño trozo de papel con un mensaje "Se acabó", y con la firma de Clark. Dos días más tarde, se encontró ahorcado en su celda. 

### Iron Wrath (2005)
Iron Wrath es la segunda expansión para la versión PC de Raven Shield. Fue en la producción por casi 2 años antes de Ubisoft decidió lanzarlo como una descarga gratuita el 9 de junio de 2005, para los suscriptores FilePlanet. Desarrollado por Ubisoft-Casablanca, esta última expansión cuenta con una campaña de 7-misión en la que Rainbow neutraliza un terrorista amenaza de bomba nuclear, 3 misiones clásicas, 8 nuevos mapas multijugador, 6 nuevas armas, así como 5 nuevos modos de juego multijugador. En octubre de 2008, el servidor de activación-CD clave fue tomada fuera de línea, la suspensión de las características multijugador de Iron Wrath. 

### Gold Edition
A título de compilación que consiste en Raven Shield y Athena Sword. 

### Complete Edition
Rainbow Six: Completa es un título compilación consta de Raven Shield, Athena Sword, y Hierro Ira en DVD. 

### Modos en Desarrollo
Varios modos de juego hechos por distintos programadores de la comunidad de jugadores de Raven Shield han contribuido en el juego, lo que ha hecho que puedad durar tanto tiempo. Proyecto de Artillería, Mercenary 1 y 2, de Rainbow Six: Zombies, e incluso Rainbow Six 3: Ravenshield 2.0 solo para nombrar unos pocos. Estos son iniciados por talentos como Crepúsculo, Masaketsu, Vadim, Akpin, Sleepagogo y cartógrafos como fodder00, TimBitz, Arctura, Drumfiend, Xanatos, y muchos más.

## Versiones De Consola

### Tom Clancy Rainbow Six 3
Tom Clancy Rainbow Six 3 fue portado inicialmente para la consola Xbox de Microsoft para tomar ventaja de la funcionalidad en línea Xbox Live. La versión de Xbox fue desarrollado por Ubisoft Montreal. El juego fue más tarde portado a la PlayStation 2 y Nintendo GameCube a principios de 2004 por el desarrollador Ubisoft Shanghai. La versión de Nintendo GameCube no toma ventaja de las capacidades en línea de la GameCube, y por lo tanto se limita a dos jugadores para multijugador. Aunque ambos juegos se titulan Rainbow Six 3, esta versión no está subtitulado Raven Shield y contiene contenido algo diferente. Por ejemplo, los mapas multijugador en las versiones de consola y PC son diferentes, con un poco de aparecer sólo en las versiones de consola, otros en la versión para PC. 
La versión de Xbox del juego cuenta con contenido descargable en forma de niveles adicionales para los usuarios con acceso al servicio Xbox Live. Todos los niveles de expansión están destinados para su uso en el modo multijugador en línea. 

### Jugabilidad
El modo de juego en la versión de consola de Rainbow Six 3 es algo diferente de la de la versión para PC. 
A diferencia de la versión para PC, la versión de consola no dispone de una etapa de planificación de la misión, o la capacidad de controlar múltiples personajes. Los jugadores toman el papel de comandante de campo del arco iris Ding Chavez, y llevan un solo fireteam que consta de tres compañeros de equipo controlados por la IA a través de cada una de las misiones del juego. Los pedidos se entregarán a los compañeros de equipo ya sea utilizando un menú en el juego, o por medio de comandos de voz-a través de los auriculares Xbox Live. Esto, sin embargo, sufría de leves malentendidos entre frases similares como "fragmentación abierto y claro" y "Flash abierta y clara", y vice-versa. Para compensar a los jugadores de control disminuyeron haber más de su plantilla, el equipo de IA se ha mejorado, con compañeros de escuadrón poder pato automáticamente detrás de los objetos o asumir cubriendo posiciones dentro de un área. 
La acción también es ligeramente más tolerantes en la versión de consola. El jugador y sus compañeros de equipo tienen cada uno una "barra de salud" que consta de cuatro unidades de salud, que debe ser agotado antes de esa operatoria Rainbow está incapacitado. En las versiones de consola, es posible que el jugador para sostener varios impactos de bala antes de morir. 

### Argumento
En este Rainbow ocurren a una serie de ataques terroristas contra intereses de Estados Unidos en América del Sur, al parecer, están llevando a cabo por terroristas islámicos patrocinados por Arabia Saudita. Sin embargo, el verdadero cerebro detrás de los ataques es en realidad el presidente electo de Venezuela, Juan Crespo. Crespo logró ser elegido mediante la promoción de una plataforma antiterrorista fuerte y explotar el miedo causado por los ataques terroristas (que él mismo orquestó). El plan de Crespo es desacreditar a Arabia Saudita, a continuación, cortar el suministro venezolano de petróleo a Estados Unidos, creando una crisis del petróleo y subir el precio del petróleo, que él luego vender a los Estados Unidos en el mercado negro a precios altamente inflados .
Los Rainbow se las arreglan para frustrar los planes de Crespo, y en última instancia asesina propio presidente Crespo. Rainbow entonces se encarga de los medios de comunicación internacionales para realizar el abono a los terroristas causando la muerte de Crespo. 

### Rainbow Six 3: Flecha Negra
Flecha Negra es una semi-secuela de la versión de consola de Rainbow Six 3. Aún titulado Rainbow Six 3, Negro Arrow fue desarrollado y publicado por Ubisoft y lanzado para la Xbox, el 5 de agosto de 2004. Al igual que Rainbow Six 3, Negro Arrow fue creado para tomar ventaja de los populares servicios en línea de Microsoft Xbox Live. Junto con dos nuevos modos de juego en línea; Total de conquista, de recuperación y un nuevo modo offline Lone Rush, también se implementaron cambios en Negro Flecha del original Rainbow Six 3. Se ha realizado un cambio notable para combatir las ventajas injustas de "a pie enjuto". Este cambio todavía permite que el jugador se inclina, pero es incapaz de moverse hasta que regresen a la postura erguida original de pie.

## Recepción
La Recepción de Rainbow Six 3: Raven Shield ha sido es muy positiva, con muchos críticos elogiando el juego por su calidad y realismo. IGN le dio al juego un 8,6 sobre 10, "No sólo continuar la" tradición serie de intenso realismo y las consecuencias implacables de combate cercano, que lo hace mejor que cualquiera de los anteriores títulos de la serie ". GameSpot dijo: "a pesar de sus defectos de menor importancia, Raven Shield sigue siendo una adición impresionante a la serie y un muy digno heredero de la Rainbow Six nombre", y le dio un 8,7 sobre 10.

### Athena Sword
El paquete de expansión Athena Sword recibió una recepción promedio, ya que GameRankings le dio una puntuación de 71.09%, mientras que Metacritic le dio 72 de 100.

### Flecha Negra
La expansión Flecha Negra exclusiva de Xbox recibió una recepción positiva; GameRankings le dio una puntuación de 84.69%, mientras que Metacritic le dio 84 de 100.